# ケヴィン・ダットン
ケヴィン・ダットン（Kevin Dutton、1967年 - ）はイギリスの心理学者。社会的影響の研究における第一人者。ケンブリッジ大学セント・エドマンズ・カレッジのファラデー科学・宗教研究所と、パースにある西オーストラリア大学で研究員を務める。

## 略歴
イギリス、オックスフォード大学、実験心理学部の主任研究員。英国王立医学協会およびサイコパシー研究学会会員。イギリス、コッツウォルズ在住。

## 著作

### 単著
- 『瞬間説得―その気にさせる究極の方法』（NHK出版、2011年） ISBN 978-4140814772
- 『サイコパス 秘められた能力』（NHK出版、2013年） ISBN 978-4140816028